# ألان أبيل
ألان أبيل (بالإنجليزية: Alan Abel)‏ هو عازف جاز أمريكي، ولد في 2 أغسطس 1924 في زانيسفيل في الولايات المتحدة، وتوفي في 14 سبتمبر 2018 في Southbury, Connecticut ‏ في الولايات المتحدة بسبب قصور القلب.

## فيلم وثائقي
في 2004، قامت ابنته جيني أبل مع جف هوكت بعمل فيلم وثائقي عن حياة والدها (بالإنجليزية: Abel Raises Cain)‏ (هابيل يربي قابيل)، والذي عرض في مهرجان الفيلم المستقل في بوسطن [الإنجليزية]، وعرض عام 2005 في مهرجان سلام دانس للأفلام [الإنجليزية] حيث حصل على الجائزة الأولى لأحسن فيلم وثائقي. وبعدها تم إصدار نسخة ديفيدى للفيلم.

## كتب
- The Great American Hoax (1966)
- The President I Almost Was by "Mrs. Yetta Bronstein" (Abel and his wife) (1966)
- Confessions of a Hoaxer (1970, Macmillan)
- The Fallacy of Creative Thinking (as Bruce Spencer, 1972)
- The Panhandlers Handbook (as Omar the Beggar, 1977)
- Don't Get Mad, Get Even (1983, Sidg. & J)
- How to Thrive on Rejection (1983, W W Norton & Co Ltd, as W. W. Norton)

## وصلات خارجية
- موقعه الرسمي
- Abel Raises Cain على موقع سناج فيلمز [الإنجليزية]
- موقع الفلم الوثائقي
- قناة Alan Abel  على يوتيوب
- ألان أبيل على موقع IMDb (الإنجليزية)
- ألان أبيل على موقع ميوزك برينز (الإنجليزية)
- ألان أبيل على موقع قاعدة بيانات الفيلم (الإنجليزية)